# All'attacco
All'attacco (On the Jump) è un film muto del 1918 diretto da R.A. Walsh (Raoul Walsh), autore anche del soggetto. Il film, prodotto e distribuito dalla Fox Film Corporation, aveva come interpreti George Walsh (fratello del regista), Frances Burnham, James A. Marcus, Henry Clive e, nei panni del presidente Woodrow Wilson, l'attore Ralph Faulkner.

## Trama
Durante la guerra, il giornalista Jack Bartlett intervista il presidente Wilson sull'importanza della campagna a favore dei Liberty Loans, i buoni di guerra americani. Ritornato a Washington, il giornalista scopre che il giornale dove lavora è passato sotto il controllo di Otto Crumley, un fautore della Germania. Crumley gli cassa l'articolo e l'intervista e Bartlett si licenzia. Va a lavorare per la campagna di raccolta fondi dei Liberty Loans, contribuendo a raggiungere una grossa somma. Riesce anche a prevenire uno sciopero in una fabbrica di munizioni. Margaret, la sua fidanzata, viene intanto sequestrata da Crumlay, che si rivela una spia del nemico: l'uomo ha rubato la formula di un nuovo carburante inventato dal padre di Margaret e ora tiene la ragazza in ostaggio a bordo di un veliero armato. Bartlett, dopo averla liberata, cannoneggia un sottomarino tedesco che sta sopraggiungendo, affondandolo.

## Produzione
Il film fu prodotto dalla Fox Film Corporation.

## Distribuzione
Il copyright del film, richiesto da William Fox, fu registrato il 6 ottobre 1918 con il numero LP12980. Distribuito dalla Fox Film Corporation e presentato da William Fox, il film uscì nelle sale cinematografiche statunitensi il 31 marzo 1918 con il titolo On the Jump.
Non si conoscono copie ancora esistenti della pellicola che viene considerata presumibilmente perduta.